# 少花石豆兰
少花石豆兰（学名：Bulbophyllum subparviflorum）为兰科石豆兰属下的一个种。

## 扩展阅读
- 維基物種上的相關：少花石豆兰